# Perilex

Kopplingsschema för Perilexuttag, sett framifrån.

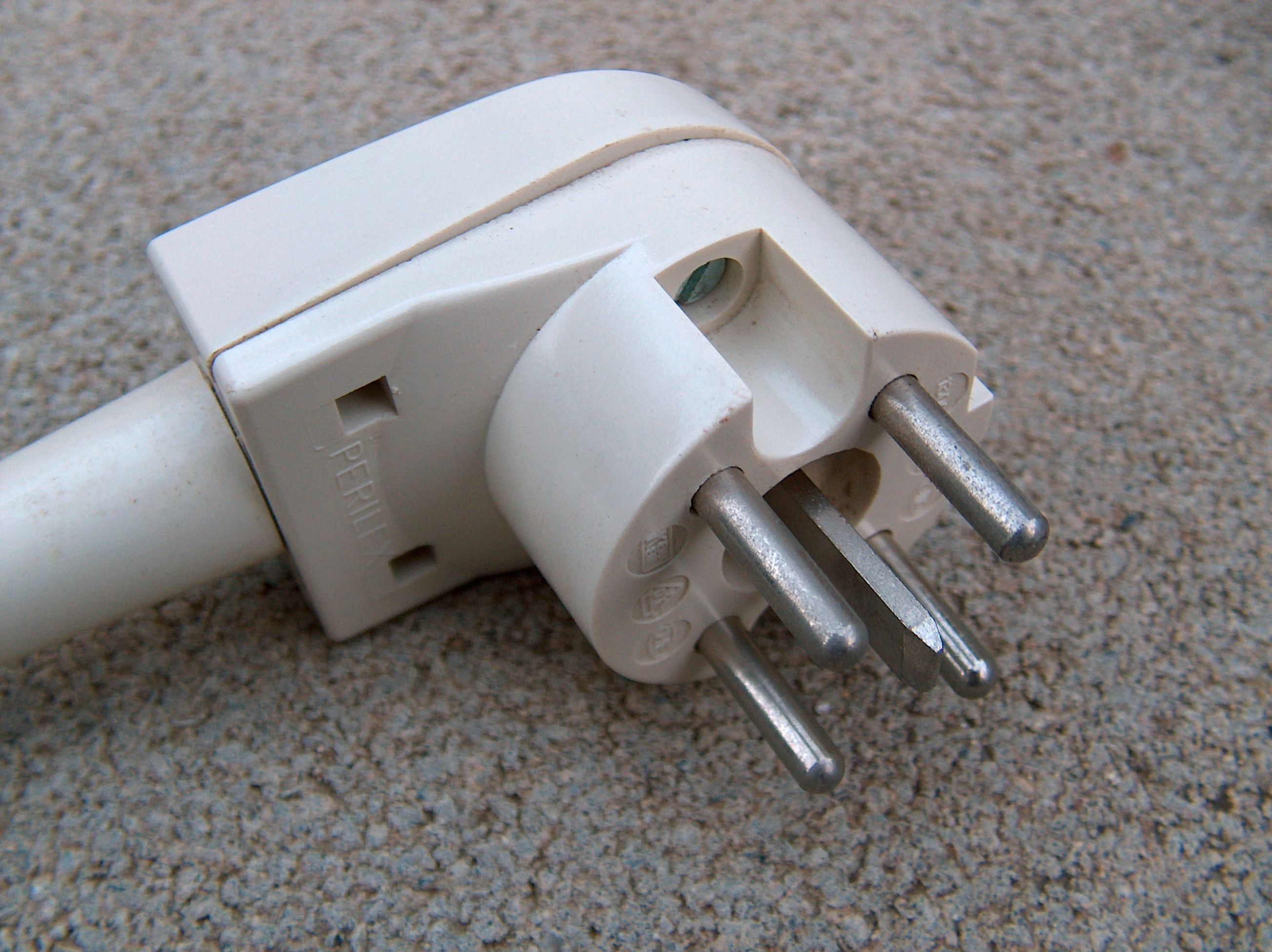
Perilexstickpropp.

Perilex är produktnamnet för en typ av fempoligt kontaktdon som är vanligt förekommande vid trefas-anslutningar till spisar och spishällar. Perilexkontakten finns i 16 A- och 25 A-utförande. Vanligtvis är kontaktdonet anslutet för 3-fas 230/400 Volt med neutralledare och skyddsjord. Andra mer ovanliga användningsområden är uttag för likriktare till järnvägsbommar eller 400 Hz, 115/200 V i flyghangarer.
Då spisar utan elektronik vanligtvis inte använder neutralledaren var det förr vanligt att man inte heller drog fram en sådan till Perilex-uttaget. Då moderna spisar och spishällar med elektronik, så som induktionshällar, inte fungerar och i värsta fall förstörs om de kopplas in utan anslutning till neutralledaren, så är det viktigt att man kontrollerar sitt uttag innan man ansluter dessa.
Detta kontrolleras genom att mäta spänningen mellan en av faserna och neutralledaren, med hjälp av en voltmeter avsedd för växelspänning. Spänningen där över ska vara ca 230 V. Observera att voltmetern måste tåla den aktuella spänningen med minst klass CAT II, rekommenderat är minst CAT III:600 V eller CAT II:1000 V.